# Weiterverarbeitung (Band)
Weiterverarbeitung, kurz WV, war eine Band aus Ost-Berlin, die in den Jahren 1981 und 1982 – inspiriert von New Wave, Neuer Deutscher Welle und den alltäglichen Absurditäten der DDR-Diktatur – einen Sound erschuf, den sie selbst als (selbsterfundene) Stilrichtung „Neue Deutsche Ästhetik“ bezeichnete. Die Texte waren überwiegend deutschsprachig. Sich selbst ordneten die Band-Mitglieder den „Genialen Dilletanten“ zu. Eine in der DDR für Musiker notwendige sogenannte Spielerlaubnis besaß die Band nicht (und strebte diese auch nicht an) und trat nur bei „inoffiziellen“ Konzerten auf. Beim letzten Konzert von Weiterverarbeitung im April 1982 in einem Privathaus in Berlin-Karow vor etwa 200 Zuhörern kam es zu Zwischenfällen: die Villa wurde teilweise demoliert, in Karow Fensterscheiben eingeschlagen und DDR-Fahnen verbrannt. Etliche Besucher des Konzerts und ein Bandmitglied wurden daraufhin vorübergehend verhaftet.
Weiterverarbeitung agierte bei Konzerten multimedial mit den damals in der DDR verfügbaren Mitteln: so setzte WV bei Live-Auftritten Super-8- und Dia-Projektoren ein, Sound-Effektgeräte wurden selbst gebaut. Im Jahr 1982 sollte Weiterverarbeitung auf einem DDR-Sampler der West-Berliner Band Leningrad Sandwich vertreten sein, doch vor den Aufnahmen hatte sich die Band aufgelöst.
Einige Mitglieder dieser Band spielten später unter anderem bei Der Demokratische Konsum und Die Firma.